# STS-52
La STS-52 è una missione spaziale del Programma Space Shuttle.

## Equipaggio
- Comandante: James B. Wetherbee (2)
- Pilota: Michael A. Baker (2)
- Specialista di missione 1: Charles L. Veach (2)
- Specialista di missione 2: William M. Shepherd (3)
- Specialista di missione 3: Tamara E. Jernigan (2)
- Specialista del carico utile: Steven G. MacLean (1)

Tra parentesi il numero di voli spaziali completati da ogni membro dell'equipaggio, inclusa questa missione.

## Parametri della missione
- Massa:
  - Navetta al rientro: 97.201 kg
  - Carico utile: 8.078 kg
- Perigeo: 304 km
- Apogeo: 307 km
- Inclinazione: 28,5°
- Periodo: 1 ora, 30 minuti e 36 secondi

## Missione

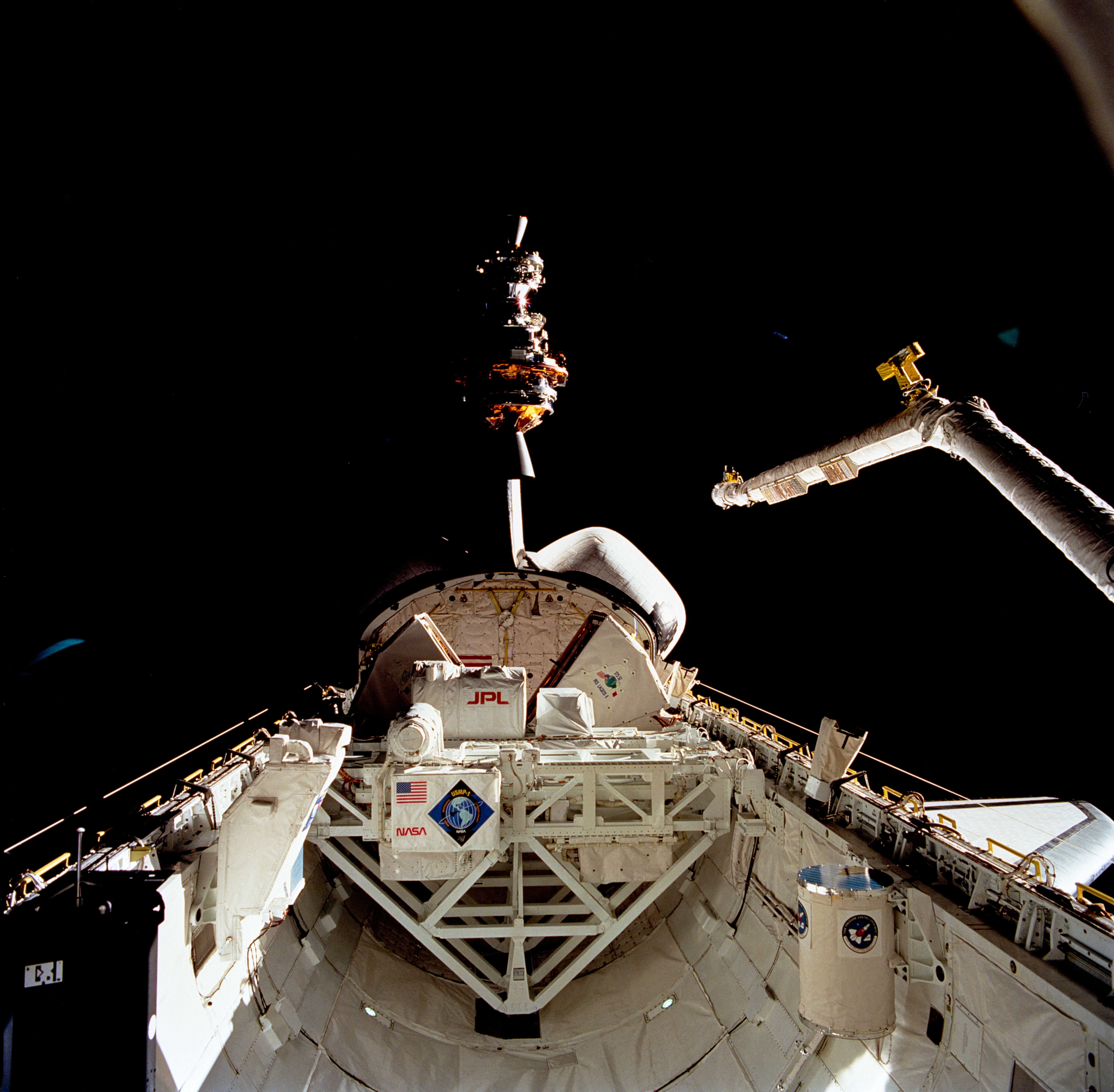
Dispiegamento del LAGEOS-2

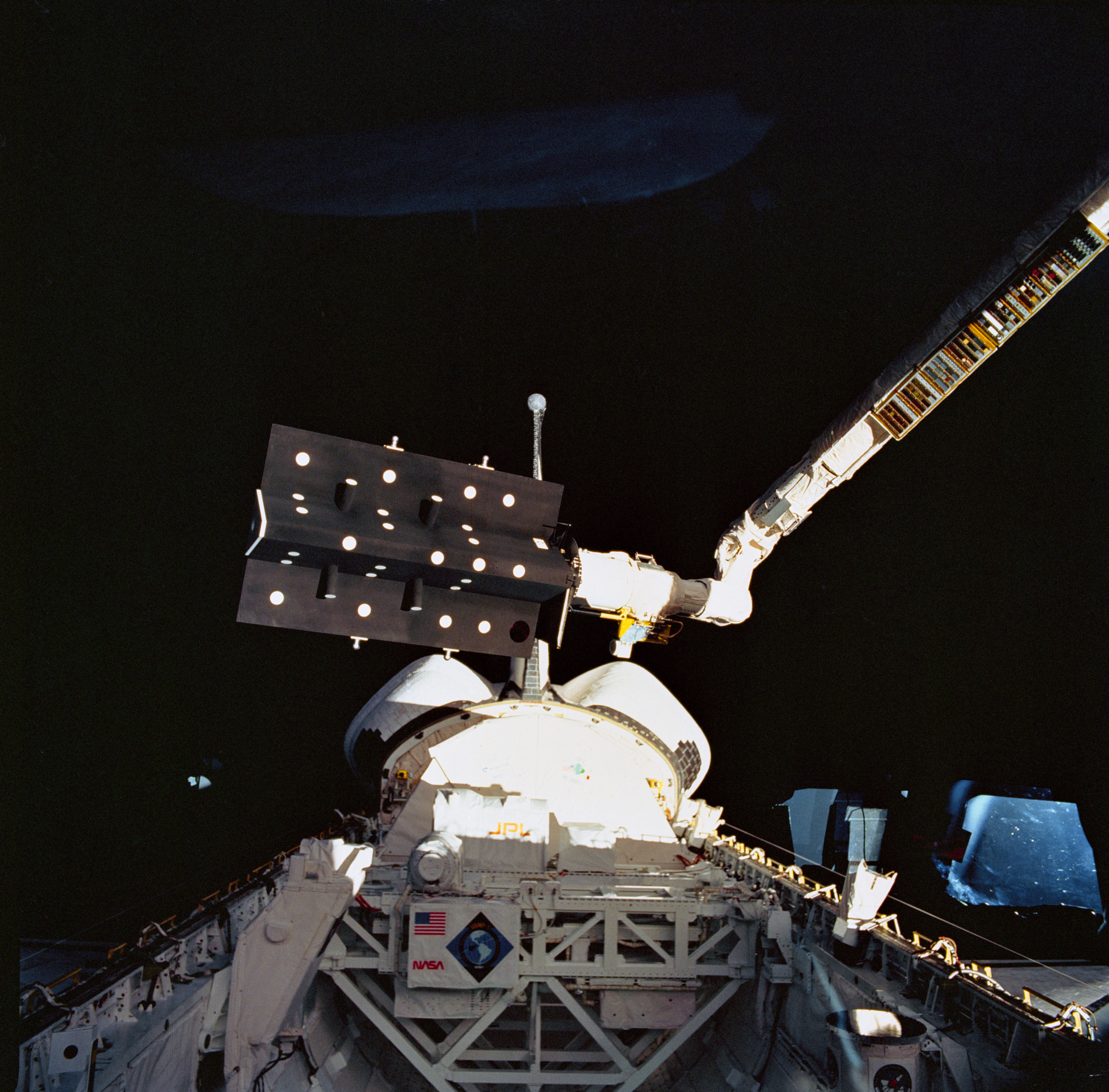
CANEX-2 ancorato dal RMS

Il primario obiettivo della missione era la messa in orbita del LAGEOS-2 e dell'U.S. Microgravity Payload-1 (USMP-1). LAGEOS-2 è una missione congiunta NASA e ASI, questa è stata messa in orbita il giorno 2 ad un'altitudine di circa 5800 km. Il primo giorno è stato eseguito l'USMP-1, questo era formato da tre esperimenti e da due Mission Peculiar Equipment Support Structures (MPESS) montate nella zona cargo del vettore. Gli esperimenti USMP-1 erano: Lambda Point Experiment; Matériel Pour L'Etude Des Phénomènes Intéressant La Solidification Sur Et En Orbite (MEPHISTO), sponsorizzato dall'agenzia francese Centre National d'Études Spatiales; e lo Space Acceleration Measurement System (SAMS).
Il carico secondario comprendeva l'esperimento canadese CANEX-2 che era formato dallo Space Vision System (SVS); Materials Exposure in Low-Earth Orbit (MELEO); Queen's University Experiment in Liquid-Metal Diffusion (QUELD); Phase Partitioning in Liquids (PARLIQ); Sun Photospectrometre Earth Atmosphere Measurement-2 (SPEAM-2); Orbiter Glow-2 (OGLOW-2); and Space Adaptation Tests and Observations (SATO). Un piccolo satellite il Canadian Target Assembly è stato dispiegato il giorno 9 come supporto all'esperimento SVS. (2) ASP aveva tre sensori indipendenti montati nella zona cargo del vettore, Modular Star Sensor (MOSS), Yaw Earth Sensor (YES) e il Low Altitude Conical Earth Sensor (LACES), tutti dell'Agenzia Spaziale Europea.
Il carico utile comprendeva anche: Commercial Materials Dispersion Apparatus Instrument Technology Associates Experiments; Commercial Protein Crystal Growth experiment; Chemical Vapor Transport Experiment; Heat Pipe Performance Experiment; Physiological Systems Experiment (involving 12 rodents); e lo Shuttle Plume Impingement Experiment. L'orbiter è stato utilizzato anche per calibrare il Plume Instrument uno strumento in orbita sviluppato dalla Strategic Defense Initiative Organization.
Il Tank Pressure Control Experiment/Thermal Phenomena (TPCE/TP) un contenitore Getaway Special (GAS) era all'interno della zona cargo dell'orbiter.